# Sund, Gotland
Sund är en sjö i Gotlands kommun i Gotland och ingår i Gothemån-Snoderåns kustområde.